# Эскобар, Фидель
Фидель Эскобар Мендьета (исп. Fidel Escobar Mendieta; род. 9 января 1995, Панама) — панамский футболист, защитник клуба «Саприсса» и сборной Панамы. Участник чемпионата мира 2018 года.

## Клубная карьера
Эскобар начал карьеру в клубе «Сан-Франсиско». 28 апреля 2013 года в матче против «Чепо» он дебютировал в чемпионате Панамы. 27 октября в поединке против «Чоррильо» Фидель забил свой первый гол за «Сан-Франсиско».
В начале 2014 года Эскобар перешёл в «Спортинг Сан-Мигелито». 6 февраля в матче против «Арабе Унидо» он дебютировал за новый клуб. 16 марта в поединке против «Альянса» Фидель забил свой первый гол за «Сан-Франсиско».
Летом 2016 года Эскобар был арендован лиссабонским «Спортингом» для резервной команды «Спортинг B». 6 августа в матче против «Портимоненсе» он дебютировал в Лиге-про.
27 июля 2017 года Эскобар был взят в аренду клубом MLS «Нью-Йорк Ред Буллз» на 18 месяцев. 10 марта в матче против «Портленд Тимберс» он дебютировал в лиге США. По окончании сезона 2018 «Нью-Йорк Ред Буллз» не стал продлевать аренду или выкупать Эскобара.
Зимой 2019 года Эскобар отправился в аренду в клуб второго дивизиона Мексики «Коррекаминос».
30 июня 2019 года Эскобар был арендован испанской «Кордовой» на один год с опцией выкупа.
28 июля 2020 года Эскобар подписал трёхлетний контракт с клубом испанской Сегунды «Алькоркон». 31 января 2022 года он был отдан в аренду клубу Первого дивизиона RFEF «Культураль Леонеса» до конца сезона.
14 июля 2022 года Эскобар заключил контракт с коста-риканским клубом «Саприсса» до мая 2023 года. 19 декабря 2023 года Эскобар продлил контракт с «Саприссой» до 2026 года.

## Международная карьера
В 2015 году в составе молодёжной сборной Панамы Эскобар стал серебряным призёром молодёжного чемпионата КОНКАКАФ на Ямайке. На турнире он сыграл в матчах против команд Мексики, США, Ямайки и Тринидада и Тобаго. В поединке против мексиканцев Фидель забил гол. Летом того же года Эскобар принял участие в молодёжном чемпионате мира в Новой Зеландии. На турнире он сыграл в матчах против команд Аргентины, Австрии и Ганы. В поединках против аргентинцев и австрийцев Фидель забил по голу.
В том же году Эскобар в составе олимпийской сборной принял участие Панамериканских играх в Канаде. На турнире он сыграл в матчах против Перу, Канады, Мексики и Бразилии. В поединках против бразильцев и перуанцев Фидель забил по голу.
8 февраля 2015 года в товарищеском матче против сборной США Эскобар дебютировал за сборную Панамы.
В 2016 году Эскобар попал в заявку сборной на участие в Кубке Америки в США. На турнире он был запасным и на поле не вышел. 11 ноября того же года в отборочном матче чемпионата мира 2018 против сборной Гондураса Фидель забил свой первый гол за национальную команду.
В 2017 году Эскобар принял участие в Золотом кубке КОНКАКАФ. На турнире он сыграл в матчах против команд Мартиники, Никарагуа и Коста-Рики.
В 2018 году Эскобар принял участие в чемпионате мира в России. На турнире он сыграл в матчах против команд Бельгии, Англии и Туниса.
В 2019 году Эскобар был включён в состав сборной Панамы на Золотой кубок КОНКАКАФ.
В 2023 году Эскобар в третий раз принял участие в Золотом кубке КОНКАКАФ. По итогам турнира он попал в символическую сборную.

### Голы за сборную Панамы
| #   | Дата           | Место                                            | Противник | Счёт | Результат | Соревнование                       |
| --- | -------------- | ------------------------------------------------ | --------- | ---- | --------- | ---------------------------------- |
| 01. | 11 ноября 2016 | Олимпико Метрополитано, Сан-Педро-Сула, Гондурас | Гондурас  | 0:1  | 0:1       | Чемпионат мира 2018 (квалификация) |

## Достижения
Командные
«Нью-Йорк Ред Буллз»
- Победитель регулярного чемпионата MLS: 2018

«Саприсса»
- Чемпион Коста-Рики: апертура 2022, клаусура 2023, апертура 2023

сборная Панамы
- Серебряный призёр Золотого кубка КОНКАКАФ: 2023

сборная Панамы до 20 лет
- Серебряный призёр молодёжного чемпионата КОНКАКАФ: 2015

Личные
- Член символической сборной Золотого кубка КОНКАКАФ: 2023